# Слободан Живоїнович
Слободан Живоїнович (серб. Слободан Живојиновић; народився 23 липня 1963 року, Белград, Соціалістична Федеративна Республіка Югославія) — професійний сербський тенісист. У минулому перша ракетка світу в парному розряді, переможець Відкритого чемпіонату США 1986 року в чоловічому парному розряді (з Андресом Гомесом), переможець командного Кубка світу 1990 року у складі збірної Югославії.

## Спортивна кар'єра
У різних вікових категоріях, від 12 до 21 року, Слободан Живоїнович сім разів вигравав юніорські та молодіжні чемпіонати Югославії.
- 1981 — чемпіон Європи серед юнаків, виграв юнацький Відкритий чемпіонат Італії. В рамках цього турніру провів свій перший матч на «дорослому» рівні, поступившись іспанському ветерану Мануелю Орантесу. Вперше виступив у складі збірної Югославії в Кубку Девіса у зустрічі з командою Ізраїля.

- 1985 — увійшов у число найкращих тенісистів світу. У березні здобув дві перемоги в одиночних матчах проти австралійських тенісистів, в тому числі Пета Кеша, в рамках зустрічі в Кубку Девіса (збірна Югославії, однак, програла з рахунком 3-2), а потім у Нансі вийшов у перший у кар'єрі фінал турніру Гран-Прі.

- 1986 — сім разів з п'ятьма різними партнерами доходив до фіналу турнірів у парному розряді і три з них виграв, включаючи Відкритий чемпіонат США, де він виступав з еквадорцем Андресом Гомесом.

- 1987 — виграв два турніри в парному розряді з Борисом Беккером і двічі дійшов з Гомесом до півфіналу в турнірах Великого шолома.

- 1988 — переміг зі збірною Югославії спочатку індійців, а потім італійців, лише у півфіналі Кубка Девіса поступились команді Збірної Німеччини.

- 1989 — найкращим результатом в одиночному розряді був вихід до четвертого кола на Вімблдоні. У парах з Гомесом другий рік поспіль дійшов до фіналу в Токіо, але цього разу вони не зуміли перемогти.

- 1990 — в Брюсселі завоював свій восьмий титул у парному розряді, три з яких припали саме на цей турнір.

- 1991 — Збірна Югославії знову дійшла до півфіналу Кубка Девіса, зокрема, завдяки двом перемогам Живоїновича в чвертьфінальному матчі зі збірною Чехословаччини, але в півфіналі програла французам.

## Рейтинг

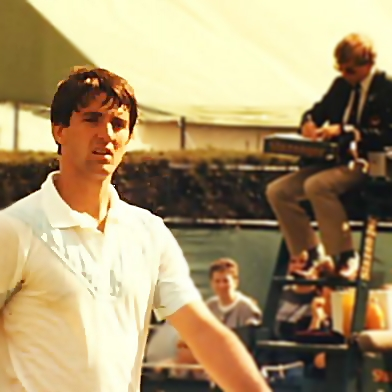

| Рік  | Одиночний розряд | Парний розряд |
| ---- | ---------------- | ------------- |
| 1991 | 141              | 164           |
| 1990 | 304              | 119           |
| 1989 | 76               | 40            |
| 1988 | 31               | 62            |
| 1987 | 22               | 14            |
| 1986 | 40               | 2             |
| 1985 | 35               | 38            |
| 1984 | 114              | 226           |

## Участь у фіналах турнірів за кар'єру (19)

### Одиночний розряд (4)

#### Перемоги (2)
| №  | Дата              | Турнір                     | Покриття | Суперник у фіналі | Рахунок у фіналі |
| -- | ----------------- | -------------------------- | -------- | ----------------- | ---------------- |
| 1. | 17 листопада 1986 | Х'юстон, США               | Килим    | Скотт Девіс       | 6-1, 4-6, 6-3    |
| 2. | 10 жовтня 1988    | Australian Indoors, Сідней | Хард     | Річард Матушевскі | 7-6, 6-3, 6-4    |

#### Поразки (2)
| №  | Дата            | Турнір         | Покриття | Суперник у фіналі | Рахунок у фіналі |
| -- | --------------- | -------------- | -------- | ----------------- | ---------------- |
| 1. | 18 березня 1985 | Нансі, Франція | Хард     | Тім Вілкісон      | 6-4, 6-7, 7-9    |
| 2. | 2 травня 1988   | Нью-Йорк, США  | Ґрунт    | Андре Агассі      | 5-7, 6-7, 6-7    |

### Парний розряд (14)

#### Перемоги (8)
| №  | Дата            | Турнір                                             | Покриття | Партнер       | Суперники у фіналі            | Рахунок у фіналі        |
| -- | --------------- | -------------------------------------------------- | -------- | ------------- | ----------------------------- | ----------------------- |
| 1. | 8 липня 1985    | Чемпіонат США з тенісу серед професіоналів, Бостон | Хард     | Лібор Пімек   | Пітер Макнамара Пол Макнамі   | 2-6, 6-4, 7-6           |
| 2. | 17 березня 1986 | Брюссель, Бельгія                                  | Килим    | Борис Бекер   | Джон Фіцджеральд Томаш Шмід   | 7-6, 7-5                |
| 3. | 24 березня 1986 | ABN World Tennis Tournament, Роттердам, Нідерланди | Килим    | Стефан Едберг | Метт Мітчелл Войцех Фібак     | 2-6, 6-3, 6-2           |
| 4. | 26 серпня 1986  | Відкритий чемпіонат США з тенісу, Нью-Йорк         | Хард     | Андрес Гомес  | Матс Віландер Йоакім Нюстрем  | 4-6, 6-3, 6-3, 4-6, 6-3 |
| 5. | 23 березня 1987 | Брюсель                                            | Килим    | Борис Бекер   | Майк Ліч Чип Хупер            | 7-6, 7-6                |
| 6. | 30 березня 1987 | Fila Trophy, Мілан, Італія                         | Килим    | Борис Бекер   | Серхіо Касаль Еміліо Санчес   | 3-6, 6-3, 6-4           |
| 7. | 8 жовтня 1988   | Seiko Super Tennis, Токіо, Японія                  | Килим    | Андрес Гомес  | Борис Бекер Ерік Елен         | 7-5, 5-7, 6-3           |
| 8. | 12 лютого 1990  | Брюсель                                            | Килим    | Еміліо Санчес | Горан Іванишевич Балаж Тароці | 7-5, 6-3                |

#### Поразки (6)
| №  | Дата              | Турнір                                                 | Покриття | Партнер      | Суперники у фіналі              | Рахунок у фіналі |
| -- | ----------------- | ------------------------------------------------------ | -------- | ------------ | ------------------------------- | ---------------- |
| 1. | 11 листопада 1985 | Benson & Hedges Championships, Лондон, Велика Британія | Килим    | Борис Бекер  | Гі Форже Андерс Яррид           | 5-7, 6-4, 5-7    |
| 2. | 5 травня 1986     | Нью-Йорк, США                                          | Ґрунт    | Борис Бекер  | Ханс Гільдемайстер Андрес Гомес | 6-7, 6-7         |
| 3. | 11 серпня 1986    | Відкритий чемпіонат Канади з тенісу, Торонто           | Хард     | Борис Бекер  | Майк Ліч Чип Хупер              | 7-6, 3-6, 3-6    |
| 4. | 20 жовтня 1986    | CA-Tennis Trophy, Відень, Австрія                      | Хард     | Бред Гілберт | Рікардо Асиолі Войцех Фібак     | без гри          |
| 5. | 3 листопад 1986   | Відкритий чемпіонат Стокгольма з тенісу                | Хард     | Пет Кеш      | Шервуд Стюарт Кім Уорик         | 4-6, 4-6         |
| 6. | 17 жовтня 1989    | Seiko Super Tennis, Токіо, Японія                      | Килим    | Андрес Гомес | Кевін Каррен Девід Пейт         | 6-4, 3-6, 6-7    |

### Командні турніри (1)
Перемога (1)
| Рік  | Турнір                                      | Команда                                     | Суперник у фіналі                            | Рахунок у фіналі |
| ---- | ------------------------------------------- | ------------------------------------------- | -------------------------------------------- | ---------------- |
| 1990 | ARAG World Team Cup (Командний Кубок світу) | СФРЮ С. Живоїнович, Г. Іванишевич, Г. Прпич | США Б. Гілберт, Д. Кур'є, Р. Сегусо, К. Флек | 3-0              |

## Статистика участі у центральних турнірах за кар'єру

### Одиночний розряд
| Турнір                        | 1983 | 1984 | 1985 | 1986 | 1987 | 1988 | 1989 | 1990 | 1991 | Всього |
| ----------------------------- | ---- | ---- | ---- | ---- | ---- | ---- | ---- | ---- | ---- | ------ |
| Відкритий чемпіонат Австралії | НУ   | НУ   | 1/2  | -    | 3К   | 3К   | 2К   | НУ   | НУ   | 0 / 4  |
| Відкритий чемпіонат Франції   | 1К   | 2К   | 2К   | 1К   | 1К   | 3К   | 1К   | 1К   | НУ   | 0 / 8  |
| Вімблдонський турнір          | НУ   | НУ   | 2К   | 1/2  | 1/4  | 4К   | 4К   | 1К   | 1К   | 0 / 7  |
| Відкритий чемпіонат США       | НУ   | НУ   | 1К   | 1К   | 3К   | НУ   | 1К   | НУ   | НУ   | 0 / 4  |
| Олімпійські ігри              | -    | -    | -    | -    | -    | 2К   | -    | -    | -    | 0 / 1  |

### Парний розряд
| Турнір                        | 1985 | 1986 | 1987 | 1988 | 1989 | 1990 | 1991 | 1992 | Всього |
| ----------------------------- | ---- | ---- | ---- | ---- | ---- | ---- | ---- | ---- | ------ |
| Відкритий чемпіонат Австралії | 1/4  | НУ   | 3К   | 3К   | 2К   | 2К   | 1К   | 1К   | 0 / 7  |
| Відкритий чемпіонат Франції   | 1К   | НУ   | НУ   | НУ   | 1К   | НУ   | 1К   | НУ   | 0 / 3  |
| Вімблдонський турнір          | 1К   | НУ   | 1/2  | 2К   | НУ   | НУ   | НУ   | НУ   | 0 / 3  |
| Відкритий чемпіонат США       | 2К   | П    | 1/2  | НУ   | 1К   | НУ   | НУ   | НУ   | 1 / 4  |
| Олімпійські ігри              | -    | -    | -    | 1/4  | -    | -    | -    | НУ   | 0 / 1  |

## Особисте життя
У 1985 році дружина Зориця Десниця народила сина Філіпа (в майбутньому учасника турнірів Міжнародної федерації тенісу ITF). У 1991 році Слободан Живоїнович розлучився з дружиною та одружився з популярною співачкою в жанрі поп — фолк Лепе Брено. У цьому шлюбі народилися два сини, Стефан та Віктор.